# Paramphiascella intermedia
Paramphiascella intermedia is een eenoogkreeftjessoort uit de familie van de Miraciidae. De wetenschappelijke naam van de soort is voor het eerst geldig gepubliceerd in 1897 door Scott T..